# Mapa drogowa
Mapa drogowa, mapa samochodowa – szczególna odmiana mapy wybranego terytorium (państwa lub jego części, czasem całego kontynentu lub regionu obejmującego kilka państw), na której zaznaczone są przede wszystkim drogi kołowe i miejscowości oraz odległości pomiędzy poszczególnymi punktami na mapie.
Na mapach drogowych nie spotyka się szczegółowych informacji na temat rzeźby terenu (nie ma tam linii poziomic występujących na mapach topograficznych ani barwnych oznaczeń wysokości nad poziomem morza występujących na mapach fizycznych, bywają jedynie oznaczane ważniejsze wzgórza i szczyty górskie). W sposób schematyczny pokazane są szczegóły topograficzne, ułatwiające orientację w terenie (np. rzeki i strumienie, linie kolejowe). Pozostałe szczegóły mogą być całkowicie pominięte, albo ograniczone są w znacznym stopniu, przy czym ich wybór często dokonywany jest pod kątem tego, co interesować może osobę podróżującą samochodem, np. turystę: zaznaczane bywają parkingi, stacje benzynowe, hotele i motele, drogowe przejścia graniczne, lasy, odcinki dróg o wysokiej wartości widokowej (w tym np. punkty widokowe), rezerwaty przyrody, zabytki, kościoły itp. Na mapach drogowych oznaczana jest także numeracja tras międzynarodowych (np. w Europie numeracja tras europejskich), oraz numeracja dróg w systemach przyjętych w poszczególnych państwach (np. w Polsce numeracja dróg krajowych, dróg wojewódzkich, w USA numeracja według Interstate Highway System oraz na poziomie poszczególnych stanów).

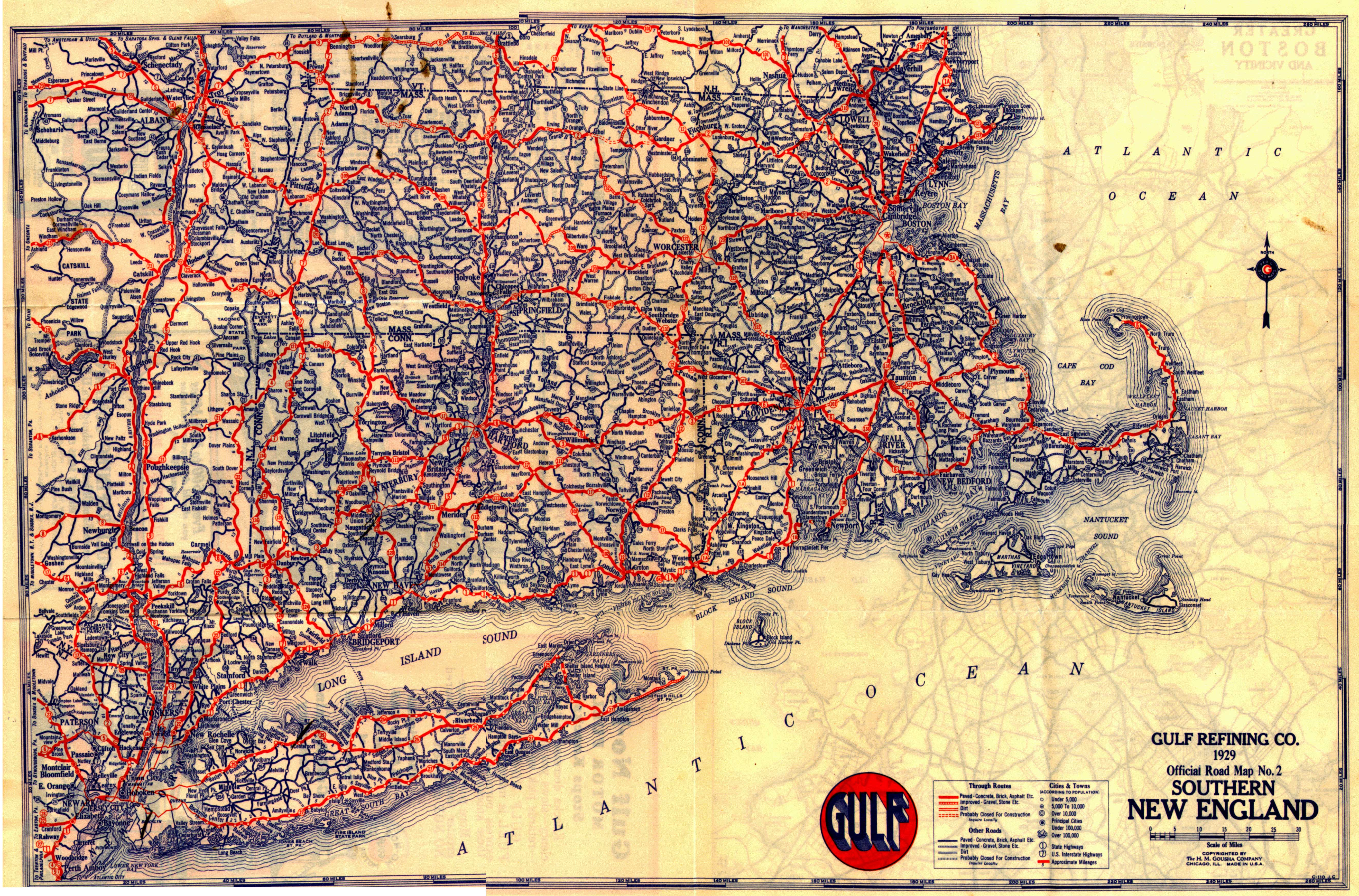
Mapa drogowa Nowej Anglii z roku 1929

Powszechnie przyjęte jest w systemie oznaczeń na mapach drogowych, że drogi główne oznaczane są przy pomocy grubej czerwonej linii (jeśli jest to droga dwujezdniowa lub autostrada, to może być to linia podwójna), a drogi niższej kategorii oznaczane bywają liniami cieńszymi i czasem jaśniejszymi, np. pomarańczową lub żółtą. Odległości pomiędzy miejscowościami lub punktami węzłowymi (np. skrzyżowaniami) wpisywane są wzdłuż odpowiedniego odcinka drogi; często punkty węzłowe oznaczane są za pomocą narysowanych szpileczek, wbitych w te punkty.
Skala mapy drogowej zależy głównie od tego, jaki obszar obejmuje, a także od gęstości dróg na tym obszarze: przeglądowe mapy drogowe, obejmujące cały kontynent i zawierające tylko najważniejsze drogi i największe miasta mają skalę 1:3.000.000 lub podobną; mapy obejmujące jeden kraj wielkości Polski mają często skalę od 1:750.000 do 1:1.000.000, natomiast najdokładniejsze mapy drogowe rysowane są w skali rzędu od 1:200.000 do 1:400.000.
Tradycyjne mapy drogowe, czy to w postaci składanych arkuszy papieru, czy to w formie wielostronicowych atlasów samochodowych, wydawane często bywały przez firmy zajmujące się dystrybucją paliw samochodowych (np. na reprodukcji obok – Gulf Oil, a także Shell, Aral AG, BP) oraz części samochodowych (np. Michelin – producent opon). Od czasu upowszechnienia Internetu a także rozpowszechnienia systemów satelitarnych do celów cywilnych (m.in. GPS, Google Maps) powszechnie stały się dostępne interaktywne mapy drogowe, umożliwiające – oprócz zastosowania tradycyjnego – także automatyczny wybór trasy i planowanie podróży (ang. route planning) przy uwzględnieniu różnych parametrów (np. wielkość pojazdu, preferowany rodzaj dróg, ceny paliwa itp.).